# 瑞士联邦外交事务部
瑞士联邦外交事务部（英語：Federal Department of Foreign Affairs），是瑞士联邦政府所属的七个部之一，主要负责维护瑞士联邦的外交关系事务，开展有关的外事活动和往来。瑞士联邦委员会的七名成员之一的外交部长负责本部门工作。该部原名瑞士政治部，1978年改为现名。现任外交事务部部长是联邦委员会委员伊尼亚齐奥·卡西斯（Ignazio Cassis）。

## 组成与职责
瑞士联邦外交事务部下设总秘书处和国务秘书处，该部门的相关局和下属机构主要包括政治事务局、企业管理局、公共国际法局、瑞士发展与合作署等。

### 总秘书处
联邦外交事务部总秘书处，主要负责配合联邦外交事务部部长管理与协调部内的相关工作，计划与协调部内相关各个部门之间的活动和工作。总秘书处还负责有关公共关系、督导瑞士联邦驻外国使领馆的工作，协调部内的通讯联络信息和技术等。